# Bell AH-1 Cobra
O Bell AH-1 Cobra é um helicóptero de ataque monomotor desenvolvido e fabricado pela Bell Helicopter. Membro da prolífica família Huey, o AH-1 também é conhecido como HueyCobra ou Snake.

## História
O Bell AH-1 Cobra foi desenhado com o motor e praticamente as mesmas capacidades técnicas e com características estéticas do Bell UH-1 Iroquois. O AH-1 também é chamado de HueyCobra ou Snake.

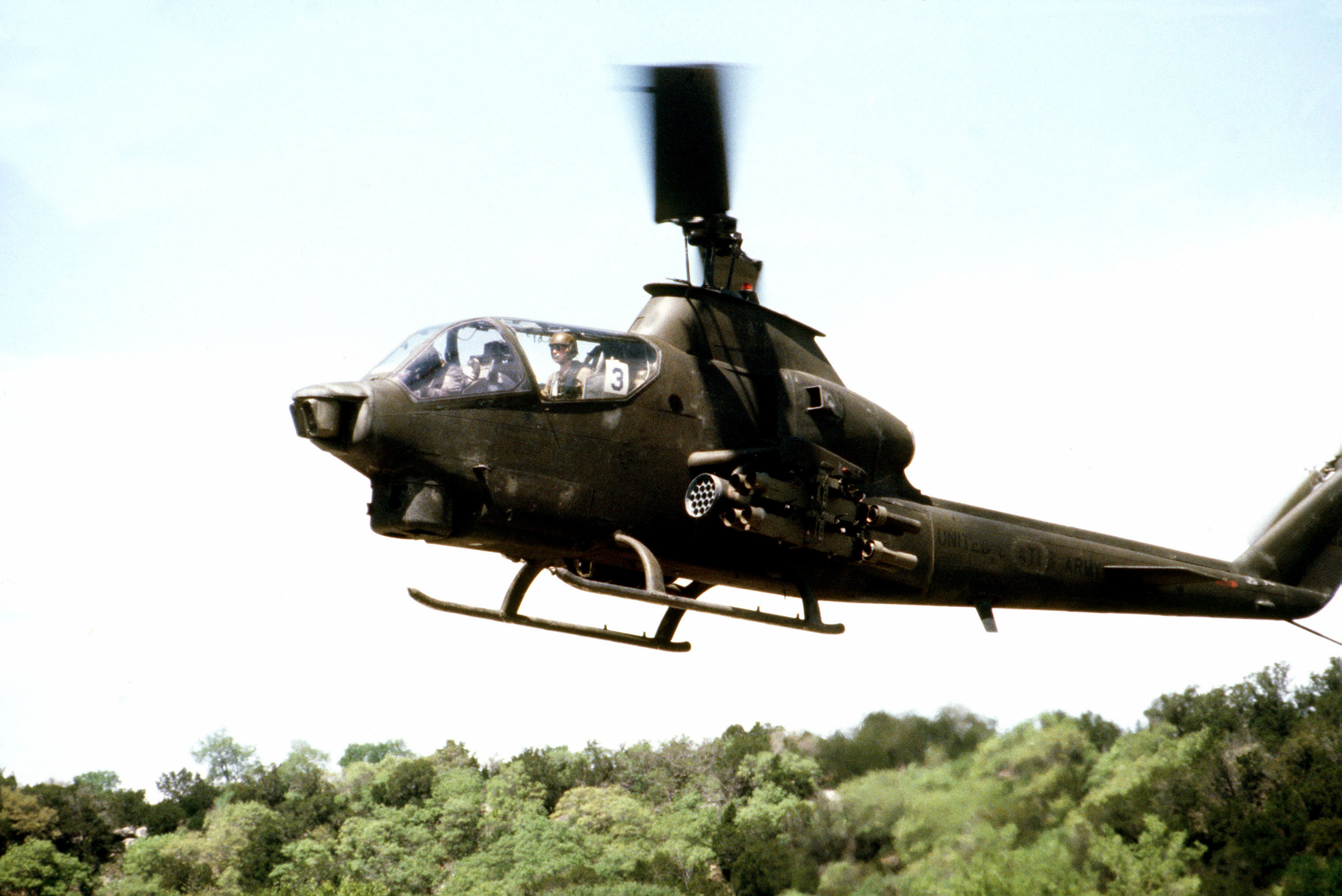
Um AH-1 Cobra americano.
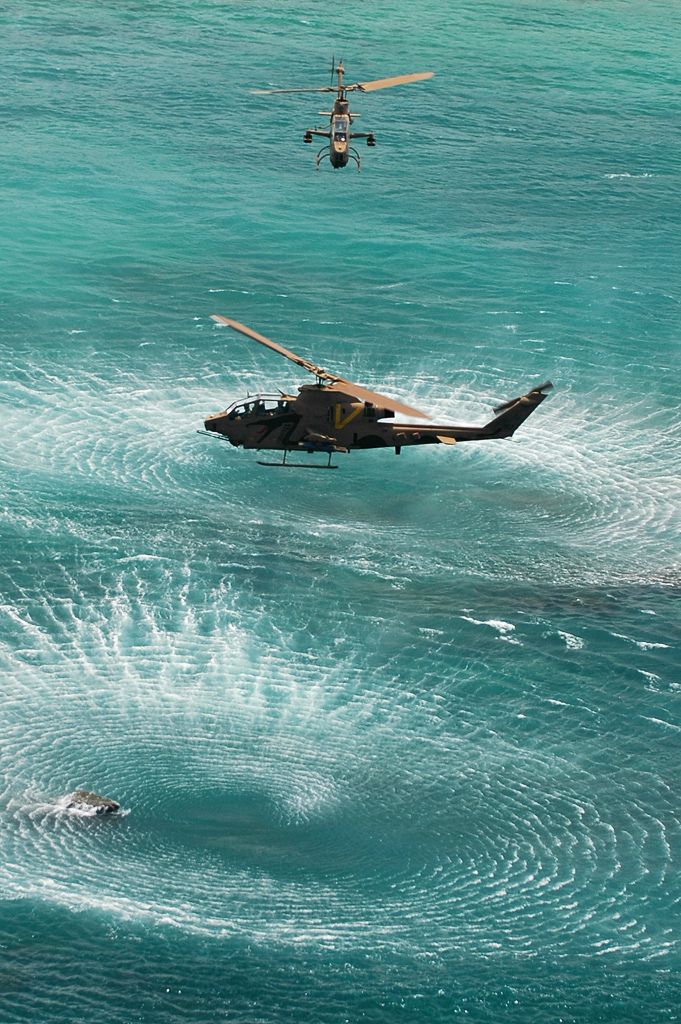
AH-1s da força aérea de Israel.
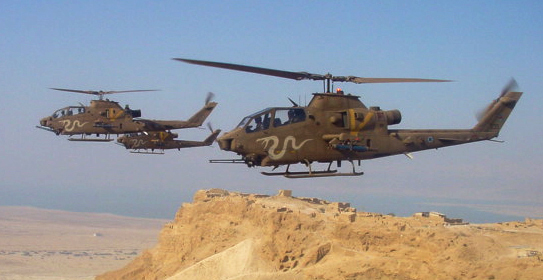
Um grupo de AH-1F israelenses.

O AH-1 se tornou a espinha dorsal da frota de helicópteros de ataque do Exército dos Estados Unidos, até que no final dos anos 80 ele foi substituído pelo mais moderno AH-64 Apache. Contudo, muitas destas aeronaves ainda estão no serviço ativo de vários países. O SuperCobra, uma versão atualizada, segue em serviço no Corpo de Fuzileiros Navais americano (USMC) como seu principal helicóptero interceptador. Outros departamentos do governo também usam o AH-1, como o Serviço de Florestas, para combate de incêndios e patrulhas.

## Utilizadores
Para os operadores da versão AH-1J, AH-1T, AH-1W e outras variações do AH-1 com dois motores, ver AH-1 SuperCobra
 Bahrein
- Força Aérea Baremense[3][4]

 Israel
- Força Aérea Israelense[5]

 Japão
- Exército Japonês[3]

 Jordânia
- Força Aérea Jordaniana[3]

 Paquistão
- Exército Paquistanês[3]

 Coreia do Sul
- Exército Sul Coreano[3][6]

 Espanha
- Armada Espanhola[7][8]

 Tailândia
- Real Exército Tailandês[3]

 Turquia
- Exército Turco[3]

 Estados Unidos
- Exército americano[9]
- Serviços Florestais[10][11]